# Limbo (Royal Blood)
Limbo è un singolo del gruppo musicale britannico Royal Blood, pubblicato il 25 marzo 2021 come terzo estratto dal terzo album in studio Typhoons.

## Descrizione
Il brano è stato definito dal duo come «il più ambizioso e selvaggio» mai composto in carriera e si caratterizza per l'unione tra le loro tipiche sonorità rock con quelle provenienti dal mondo della musica dance, in particolar modo della disco. Il testo, secondo quanto spiegato dal frontman Mike Kerr, «riguarda l'essere malati e stanchi di essere malati e stanchi» e «l'annoiarsi del proprio comportamento e della crisi psicologica di essersi completamente persi».

## Promozione
Limbo è stato annunciato dal duo il 19 marzo attraverso un'anteprima riprodotta su un vinile, venendo reso disponibile per l'ascolto e per il download digitale il 25 dello stesso mese. Il 27 marzo, in occasione degli annuali Bloxy Awards, i Royal Blood hanno eseguito per la prima volta dal vivo il brano sotto forma di avatar virtuali.

## Video musicale
Il video, pubblicato il 1º aprile, è stato diretto da Joao Retorta e mostra due gruppi di motociclisti sfidarsi nel mezzo della notte prima attraverso passi di danza e in seguito in strada in una città deserta.

## Tracce
Testi di Mike Kerr, musiche dei Royal Blood.
7", download digitale
1. Limbo – 4:53

Download digitale – versione orchestrale
1. Limbo (Orchestral Version) – 4:50

Download digitale – remix
1. Limbo (SebastiAn Remix) – 5:30

7" – versione orchestrale
- Lato A

1. Limbo (Orchestral Version) – 4:50

- Lato B

1. All We Have Is Now (Orchestral Version) – 2:34

## Formazione
Gruppo
- Mike Kerr − basso, voce, legnetti, tastiera, cori
- Ben Thatcher − batteria, percussioni

Produzione
- Royal Blood − produzione
- Matt Wiggins − ingegneria del suono
- Marcus Locock − assistenza tecnica
- Matty Green − missaggio
- Joe LaPorta − mastering

## Successo commerciale
Pur non essendo mai entrato nella top 100 della Official Singles Chart del Regno Unito, Limbo ha debuttato al terzo posto della Official Physical Chart, risultando inoltre il secondo singolo più venduto su vinile durante la prima settimana di rilevazione.